# Mounir El Hamdaoui
Pour les articles homonymes, voir Hamdaoui.
Ne doit pas être confondu avec Munir El Haddadi.
Mounir El Hamdaoui, né le 14 juillet 1984 à Rotterdam, est un footballeur international marocain, qui évolue au poste d'attaquant.

## Biographie

### Jeunesse
Natif de Rotterdam, il grandit dans sa ville dans le quartier de Kralingen-Crooswijk dans une famille marocaine de 7 enfants. Dans son quartier, il joue souvent avec ses amis, aujourd'hui également footballeurs professionnels tels que Robin van Persie ou encore Said Boutahar.

### Club

#### Débuts difficiles
Formé à l'Excelsior Rotterdam au côté notamment de Robin van Persie, il part à 20 ans pour l'Angleterre et Tottenham à la demande de son compatriote Martin Jol, l'entraineur du club londonien. Mais la concurrence est rude chez les Spurs (Frédéric Kanouté, Robbie Keane, Jermain Defoe et le jeune El Hamdaoui ne porte pas une seule fois le maillot de l'équipe première).
Il est alors prêté en D2 anglaise à Derby County mais se blesse gravement. Pendant deux ans (de 2005 à 2007), il ne joue pas et est contraint de retourner en Hollande. Il signe à l'été 2006 au Willem II Tilburg mais ne perce toujours pas inscrivant seulement 3 buts en 6 matches.

#### La renaissance à Alkmaar

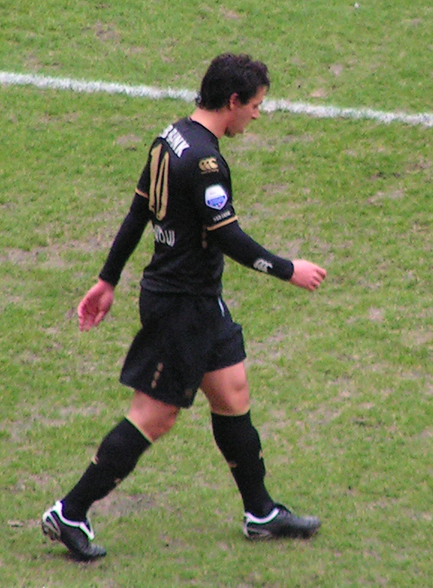
El Hamdaoui avec l'AZ Alkmaar.

Louis van Gaal, alors entraîneur de l'AZ Alkmaar club émergent du pays le fait signer durant l'été 2007. El Hamdaoui renaît sous les ordres de l'ancien entraineur du Barça. En 3 saisons à l'AZ Alkmaar il marque 49 buts en 85 matches soit une moyenne de 0,58 but par match. Mais c'est véritablement lors de la saison 2008/2009 que les Pays-Bas découvrent El Hamdaoui, allant jusqu'à le considérer comme le nouveau Ruud van Nistelrooy. Il guide son équipe de l'AZ Alkmaar vers le deuxième titre de son histoire, terminant meilleur buteur du championnat avec 24 buts en 31 matches. La même année, il est élu meilleur joueur du championnat et remporte le Soulier d'or avec 23,6 % des votes.

#### Ses débuts à l'Ajax

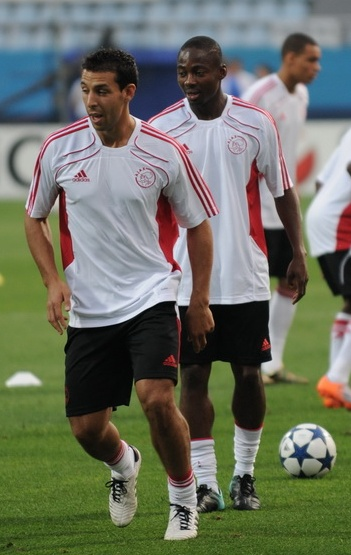
El Hamdaoui avec Eyong Enoh.

Le 30 janvier 2010, El Hamdaoui s'engage pour quatre ans avec l'Ajax Amsterdam pour un transfert de six millions d'euros, rejoignant son ancien entraîneur Martin Jol. El Hamdaoui marqua son premier but pour l'Ajax contre Groningue le 8 août 2010 en s'offrant un doublé. Il marqua son premier but en coupe européenne pour l'Ajax en tour préliminaire de la Ligue des Champions UEFA 2010-2011 contre le Dynamo Kiev, qualifiant son club dans cette compétition (2-1 score cumulé) après une absence de 5 ans de l'Ajax dans cette compétition. Il marqua son premier but en Ligue des Champions avec l'Ajax contre le Milan AC (1-1).

#### Le faux départ
Après avoir passé toute la phase aller de la saison 2011-2012 sur le banc de touche à la suite d'une mise à l'écart de son nouvel entraîneur Frank de Boer, Mounir El Hamdaoui devait rejoindre l'ACF Fiorentina dès le mercato hivernal. Après s'être rendu en Italie pour effectuer la visite médicale, le transfert du marocain était quasi-finalisé et son calvaire semblait être terminé. Mais un rebondissement de dernière minute a eu lieu ; son club, qui devait envoyer une copie du contrat, a attendu jusqu’à la dernière heure du mercato pour demander des garanties bancaires supplémentaires pour conclure l’affaire. Le moment a été bien choisi puisque cette requête a coïncidé avec la fermeture des banques italiennes. L’Ajax Amsterdam ne s’est pas arrêté à ce stade. Ses responsables ont envoyé un mail indiquant qu’ils ignoraient le jour de clôture du mercato. L’agent et l’avocat de Mounir El Hamdaoui ont fustigé les pratiques du club hollandais et ont décidé de le poursuivre judiciairement pour atteinte à la carrière de joueur. C’est ce qu’a annoncé le quotidien Telegraaf concernant le Lion de l'Atlas qui était condamné à rester à l’Ajax jusqu’à la fin de la saison.

#### Vers l'Italie à la Fiorentina
En juillet 2012, Mounir El Hamdaoui, s'est engagé avec la Fiorentina, équipe de Serie A pour 4 ans, avec un transfert de 850.000 euros, portant le numéro 9 avec le club de la Viola.
Le 11 novembre 2012, il marqua son premier but en Série A lors d'une victoire 3-1 sur la pelouse du Milan AC.

#### L'Espagne et le Malaga
Le 29 août 2013, Mounir El Hamdaoui rejoint le Málaga CF, équipe de première division espagnole, pour un prêt d'une saison de la Fiorentina. Le 15 septembre 2013, contre le Rayo Vallecano, il inscrit un triplé (5-0 score final). Il effectue un retour dans le championnat néerlandais à l'AZ Alkmaar où il dispute sept matchs avant de rejoindre le Qatar dans le club d'Umm Salal SC.

### Sélection nationale

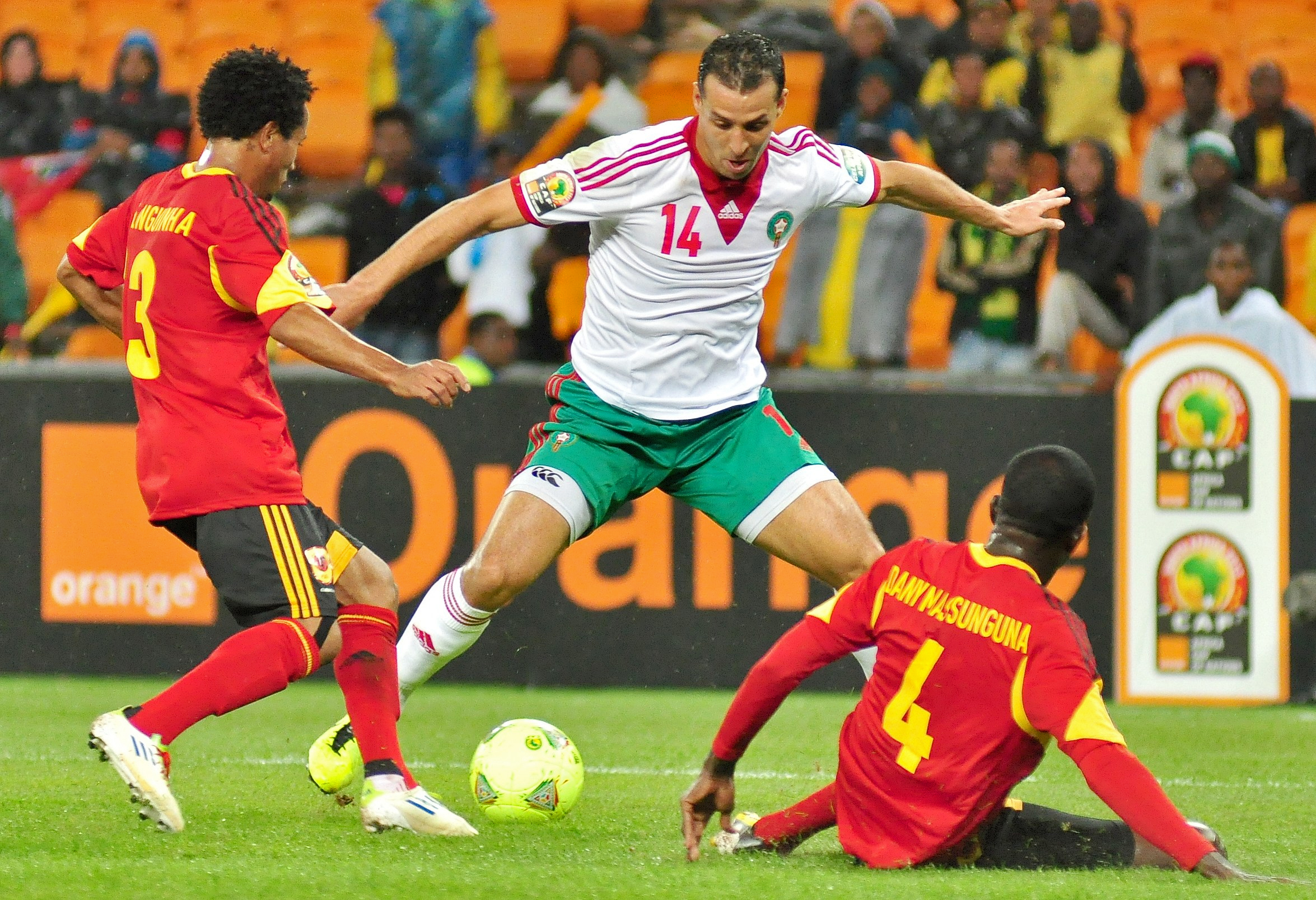
El Hamdaoui (centre) contre deux défenseurs Angolais à la Coupe d'Afrique des nations de football 2013.

Après avoir joué avec la sélection néerlandaise des moins de 21 ans, El Hamdaoui a finalement choisi de jouer pour la sélection marocaine en 2006.
Il fait ses débuts en sélection A le 11 février 2009 contre la République tchèque en match amical (0-0).
Il marque son premier but en sélection contre le Gabon le 28 mars 2009 en éliminatoires de la Coupe du monde 2010 mais ne put empêcher la défaite du Maroc 2-1.

## Statistiques
| Saison                | Club                  | Championnat           | Championnat | Championnat | Coupe(s) nationale(s) | Coupe(s) nationale(s) | Compétition(s) continentale(s) | Compétition(s) continentale(s) | Compétition(s) continentale(s) | Total | Total |
| Saison                | Club                  | Division              | M.          | B.          | M.                    | B.                    | Comp.                          | M.                             | B.                             | M.    | B.    |
| 2001-2002             | Excelsior Rotterdam   | Eerste divisie        | 6           | 2           | -                     | -                     | -                              | -                              | -                              | 6     | 2     |
| 2002-2003             | Excelsior Rotterdam   | Eredivisie            | 21          | 2           | 7                     | 6                     | -                              | -                              | -                              | 28    | 8     |
| 2003-2004             | Excelsior Rotterdam   | Eerste divisie        | 33          | 17          | 1                     | 0                     | -                              | -                              | -                              | 34    | 17    |
| 2004-2005             | Excelsior Rotterdam   | Eerste divisie        | 14          | 11          | -                     | -                     | -                              | -                              | -                              | 14    | 11    |
| Sous-total            | Sous-total            | Sous-total            | 74          | 32          | 8                     | 6                     | -                              | 0                              | 0                              | 82    | 38    |
| 2005-2006             | Derby County          | Championship          | 9           | 3           | 0                     | 0                     | -                              | -                              | -                              | 9     | 3     |
| Sous-total            | Sous-total            | Sous-total            | 9           | 3           | 0                     | 0                     | -                              | -                              | -                              | 9     | 3     |
| 2006-2007             | Willem II Tilburg     | Eredivisie            | 5           | 3           | 1                     | 0                     | -                              | -                              | -                              | 6     | 3     |
| 2007-2008             | Willem II Tilburg     | Eredivisie            | 2           | 0           | 0                     | 0                     | -                              | -                              | -                              | 2     | 0     |
| Sous-total            | Sous-total            | Sous-total            | 7           | 3           | 1                     | 0                     | -                              | -                              | -                              | 8     | 3     |
| 2007-2008             | AZ Alkmaar            | Eredivisie            | 23          | 7           | 1                     | 0                     | -                              | 3                              | 0                              | 27    | 7     |
| 2008-2009             | AZ Alkmaar            | Eredivisie            | 31          | 24          | 3                     | 1                     | -                              | -                              | -                              | 34    | 25    |
| 2009-2010             | AZ Alkmaar            | Eredivisie            | 26          | 20          | 3                     | 2                     | -                              | 4                              | 1                              | 33    | 23    |
| Sous-total            | Sous-total            | Sous-total            | 80          | 51          | 7                     | 3                     | -                              | 7                              | 1                              | 94    | 55    |
| 2010-2011             | Ajax Amsterdam        | Eredivisie            | 26          | 13          | 2                     | 3                     | C1+C3                          | 8+2                            | 2+1                            | 38    | 19    |
| 2011-2012             | Ajax Amsterdam        | Eredivisie            | 0           | 0           | 0                     | 0                     | -                              | 0                              | 0                              | 0     | 0     |
| Sous-total            | Sous-total            | Sous-total            | 26          | 13          | 2                     | 3                     | -                              | 10                             | 3                              | 38    | 19    |
| 2012-2013             | ACF Fiorentina        | Série A               | 19          | 3           | 1                     | 0                     | -                              | 0                              | 0                              | 20    | 3     |
| Sous-total            | Sous-total            | Sous-total            | 19          | 3           | 1                     | 0                     | -                              | 0                              | 0                              | 20    | 3     |
| 2013-2014             | Málaga Club de Fútbol | Liga BBVA             | 13          | 3           | 0                     | 0                     | -                              | 0                              | 0                              | 13    | 3     |
| Sous-total            | Sous-total            | Sous-total            | 13          | 3           | 0                     | 0                     | -                              | 0                              | 0                              | 13    | 3     |
| 2014-2015             | ACF Fiorentina        | Série A               | 4           | 1           | 0                     | 0                     | -                              | 0                              | 0                              | 4     | 1     |
| Sous-total            | Sous-total            | Sous-total            | 2           | 1           | 0                     | 0                     | -                              | 0                              | 0                              | 2     | 1     |
| Total sur la carrière | Total sur la carrière | Total sur la carrière | 232         | 109         | 19                    | 12                    | -                              | 17                             | 4                              | 268   | 125   |

### Matches en sélection
| Matches internationaux de Mounir El Hamdaoui | Matches internationaux de Mounir El Hamdaoui | Matches internationaux de Mounir El Hamdaoui                           | Matches internationaux de Mounir El Hamdaoui | Matches internationaux de Mounir El Hamdaoui | Matches internationaux de Mounir El Hamdaoui | Matches internationaux de Mounir El Hamdaoui | Matches internationaux de Mounir El Hamdaoui |
| 0                                            | Date                                         | Lieu                                                                   | Adversaire                                   | Score                                        | Résultats                                    | Compétitions                                 |                                              |
| -------------------------------------------- | -------------------------------------------- | ---------------------------------------------------------------------- | -------------------------------------------- | -------------------------------------------- | -------------------------------------------- | -------------------------------------------- | -------------------------------------------- |
| 1                                            | 11 février 2009                              | Stade Mohammed-V, Casablanca, Maroc                                    | Tchéquie                                     | —                                            | 0-0                                          | Match amical                                 |                                              |
| 2                                            | 28 mars 2009                                 | Stade Mohammed-V, Casablanca, Maroc                                    | Gabon                                        | 1-2                                          | 1-2                                          | Éliminatoires Coupe du monde 2010            |                                              |
| 3                                            | 7 juin 2009                                  | Stade Ahmadou-Ahidjo, Yaoundé, Cameroun                                | Cameroun                                     | —                                            | 0-0                                          | Éliminatoires Coupe du monde 2010            |                                              |
| 4                                            | 20 juin 2009                                 | Complexe sportif Moulay-Abdallah, Rabat, Maroc                         | Togo                                         | —                                            | 0-0                                          | Éliminatoires Coupe du monde 2010            |                                              |
| 5                                            | 10 octobre 2009                              | Stade Omar-Bongo, Libreville, Gabon                                    | Gabon                                        | —                                            | 3-1                                          | Éliminatoires Coupe du monde 2010            |                                              |
| 6                                            | 4 septembre 2010                             | Complexe sportif Moulay-Abdallah, Rabat, Maroc                         | Centrafrique                                 | —                                            | 0-0                                          | Qualifications à la Coupe d'Afrique 2012     |                                              |
| 7                                            | 9 octobre 2010                               | Benjamin Mkapa National Stadium, Dar-es-Salaam, Tanzanie               | Tanzanie                                     | 0-1                                          | 0-1                                          | Qualifications à la Coupe d'Afrique 2012     |                                              |
| 8                                            | 10 août 2011                                 | Stade Léopold-Sédar-Senghor, Dakar, Sénégal                            | Sénégal                                      | —                                            | 0-2                                          | Match amical                                 |                                              |
| 9                                            | 4 septembre 2011                             | Complexe Sportif Barthélemy Boganda, Bangui, République centrafricaine | Centrafrique                                 | —                                            | 0-0                                          | Qualifications à la Coupe d'Afrique 2012     |                                              |
| 10                                           | 15 août 2012                                 | Complexe sportif Moulay-Abdallah, Rabat, Maroc                         | Guinée                                       | —                                            | 1-2                                          | Match amical                                 |                                              |
| 11                                           | 9 septembre 2012                             | Estádio da Machava (en), Maputo, Mozambique                            | Mozambique                                   | —                                            | 2-0                                          | Qualifications à la Coupe d'Afrique 2013     |                                              |
| 12                                           | 12 janvier 2013                              | Rand Stadium (en), Johannesburg, Afrique du Sud                        | Namibie                                      | 1-0                                          | 2-1                                          | Match amical                                 |                                              |
| 13                                           | 19 janvier 2013                              | FNB Stadium, Johannesburg, Afrique du Sud                              | Angola                                       | —                                            | 0-0                                          | Coupe d'Afrique 2013                         |                                              |
| 14                                           | 23 janvier 2013                              | Stade Moses-Mabhida, Durban, Afrique du Sud                            | Cap-Vert                                     | —                                            | 1-1                                          | Coupe d'Afrique 2013                         |                                              |
| 15                                           | 27 janvier 2013                              | Stade Moses-Mabhida, Durban, Afrique du Sud                            | Afrique du Sud                               | —                                            | 2-2                                          | Coupe d'Afrique 2013                         |                                              |

## Palmarès

### En club
Tottenham Hotspur
- Peace Cup
  - Vainqueur en 2005

 AZ Alkmaar
- Eredvisie
  - Champion en 2009
- Supercoupe des Pays-Bas
  - Champion en 2009

 Ajax Amsterdam
- Eredvisie
  - Champion en 2011
  - Champion en 2012

### Distinctions personnelles
- Élu meilleur joueur de l'année 2008 en Eredivisie
- Meilleur buteur du championnat des Pays-Bas en 2009 avec 24 buts, devant l'Uruguayen Luis Suárez.